# (20887) Ngwaikin
(20887) Ngwaikin est un astéroïde de la ceinture principale.

## Description
(20887) Ngwaikin est un astéroïde de la ceinture principale. Il fut découvert le 18 novembre 2000 à l'Observatoire Desert Beaver par William Kwong Yu Yeung. Il présente une orbite caractérisée par un demi-grand axe de 2,24 UA, une excentricité de 0,16 et une inclinaison de 3,2° par rapport à l'écliptique.

## Compléments